# Crossrail Benelux

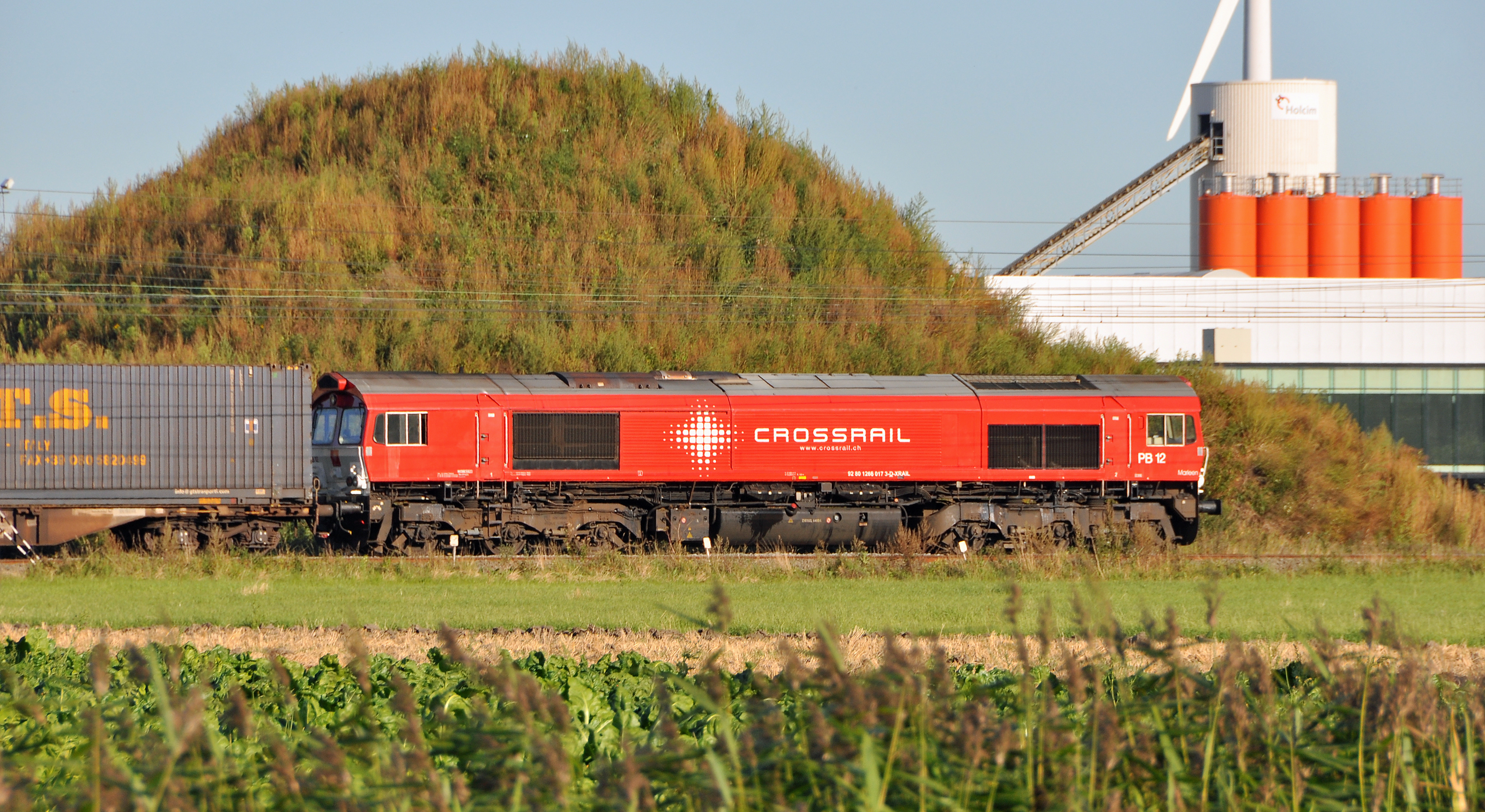
Locomotief PB 12, genaamd "Marleen", van CRB

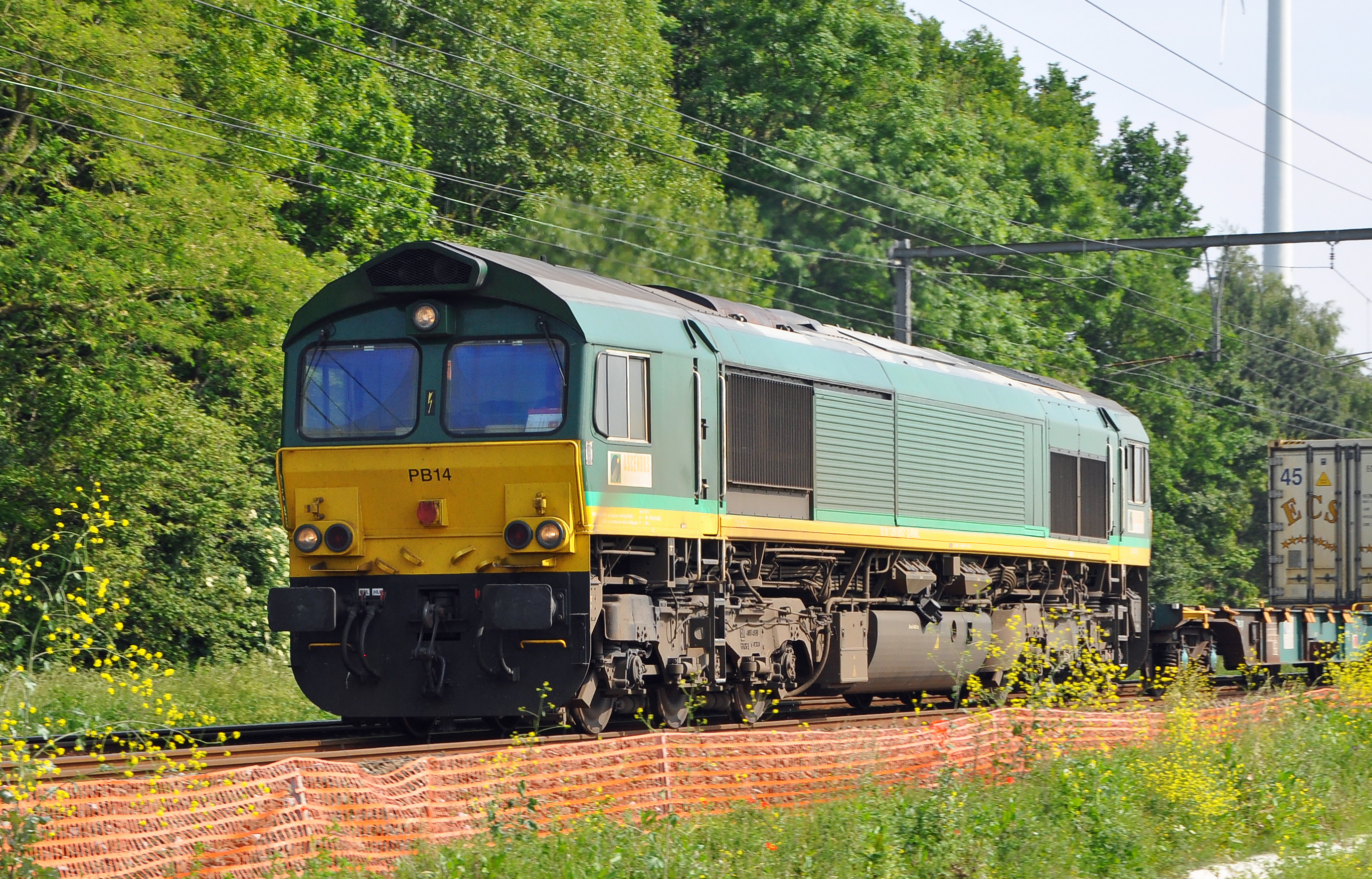
De groen-gele PB 14 van CRB, sinds 2002 geleased van Ascendos Rail

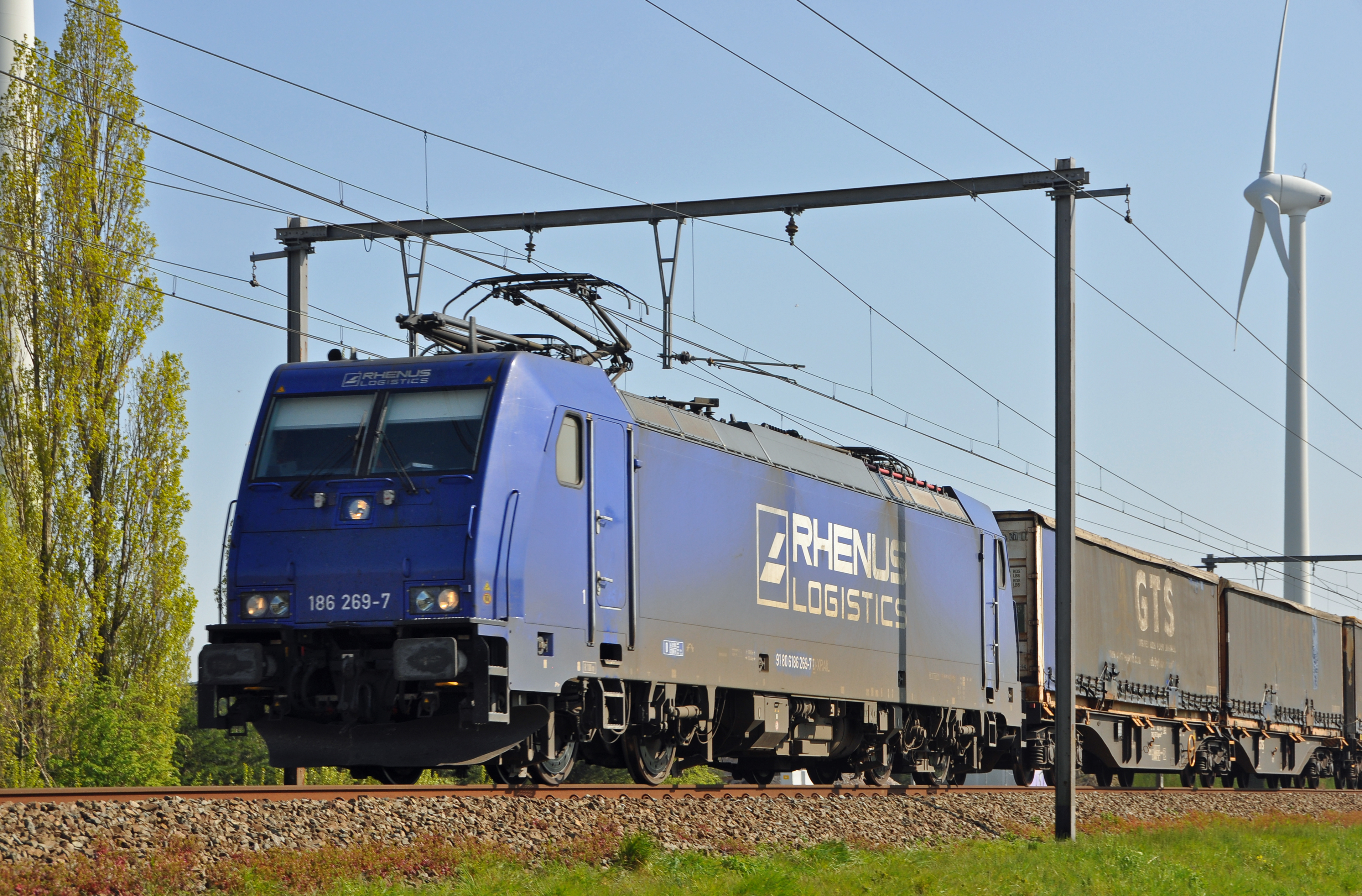
Een van de twee Traxx-locomotieven in Rhenuslivrei die met een Crossrail codenummer rijden

Crossrail Benelux N.V. (afgekort CRB) is een Belgische particuliere railgoederenvervoerder met zetel in Borgerhout. Sinds 2019 is Crossrail Benelux NV een volle dochter van het Zwitsere BLS Cargo AG.

## Geschiedenis
Het bedrijf is in 2000 opgericht door Ronny Dillen en Jeroen Le Jeune als Dillen & Le Jeune Cargo (afgekort: DLC). In oktober 2007 nam Crossrail AG DLC over. In januari 2008 werd het bedrijf geïntegreerd tot CRB. In 2009 kwam de grootaandeelhouder van Crossrail AG, Babcock&Brown Infrastructure Ltd, door de financiële crisis in een moeilijke positie terecht en was genoodzaakt zijn aandelen te verkopen. Jeroen Le Jeune, die net als Ronny Dillen 25,5% van de aandelen bezat, kocht het gehele pakket aandelen van 49%. Hierop besloot Ronny Dillen zijn aandelen in Crossrail AG te verkopen en uit het bestuur te stappen. Waardoor Jeroen Le Jeune volledig aandeelhouder van Crossrail AG werd. Tegenvallende bedrijfsresultaten en de lease van veel en dure locomotieven zorgden ervoor dat CRB uitstel van betaling moest aanvragen, dat op 7 oktober door de rechtbank van Antwerpen verleend werd. In oktober 2010 werd bekend dat de Zwitserse operator Hupac AG 25% van de aandelen van het moederbedrijf Crossrail AG overnam.
In de eerste jaarhelft van 2012 werd de financiële slagkracht en de concurrentiepositie van Crossrail AG (en dus ook van CRB) aanzienlijk versterkt door de intrede van enkele grote internationale transportbedrijven als nieuwe aandeelhouders, waaronder de Belgische tak van de containerrederij MSC. Vanaf eind juni 2012 zag de aandeelhoudersstructuur van Crossrail AG er als volgt uit: Hupac AG (25% van de aandelen), LKW Walter (25%), Le Jeune Capital & Partners AG (20%), GTS General Transport Service (10%), MSC Belgium N.V. (10%) en Bertschi AG (10%).
Op 22 december 2014 nam het Duitse bedrijf Rhenus Group – onder voorbehoud van goedkeuring door de Europese mededingingsautoriteiten – 50,1 % van de aandelen van Crossrail AG over, waardoor het de hoofdaandeelhouder werd. Rhenus, met zetel in het Duitse Holzwickede, is wereldwijd een vrij belangrijke speler op het gebied van logistiek en openbaar vervoer. Alle vroegere aandeelhouders van Crossrail AG bleven aan boord, maar met een beperkter aandelenpakket. De bedrijfsnaam Crossrail, de hoofdzetel in Muttenz en het management team (onder leiding van CEO Jeroen Le Jeune) bleven ongewijzigd.
In 2017 werd Crossrail een 100% dochter van Rhenus. In datzelfde jaar kocht Rhenus bij treinbouwer Bombardier twee Traxx-locomotieven, die de blauwe Rhenuslivrei kregen maar wel ingeschreven werden met een Crossrail (X-Rail) codenummer. Deze locomotieven worden voornamelijk ingezet voor goederentreinen van en naar bestemmingen in België.
In 2019 werd Crossrail een 100% dochter van BLS Cargo AG.
Crossrail heeft depots in Zeebrugge, Antwerpen en Genk.

## Traject
CRB rijdt containertreinen in opdracht van MSC:
- Antwerpen Krommenhoek-Neuss (5x per week)
- Antwerpen Krommenhoek-Germersheim (5x per week)
- Antwerpen Krommenhoek-Frankfurt am Main (2x per week)

CRB rijdt container-treinen in opdracht van Hupac en IFB:
- Antwerpen Combinant- Busto (6x per week)
- Antwerpen Combinant-Ludwigshafen (5x per week)
- Zeebrugge-Segrate(6x keer per week)

Overige container/huckepack-treinen:
- Zeebrugge-Piacenza (5x per week)(In opdracht van GTS)
- Bierset-Awans-Piacenza (5x per week) (In opdracht van TTS)

Naast container-treinen rijdt CRB ook nog de volgende treinen:
- Wustermark (D)-Antwerpen (3x per week)(Auto's: Fiat)

## Vloot
| Nummering | Type             | In dienst sinds | Leasemaatschappij | Opmerkingen           |
| --------- | ---------------- | --------------- | ----------------- | --------------------- |
| PB03      | Class'66         | april 2002      | Ascendos          | bijgenaamd 'Mireille' |
| PB12      | Class'66         | december 2002   | Ascendos          | bijgenaamd 'Marleen'  |
| PB13      | Class'66         | december 2005   | Ascendos          | bijgenaamd 'Ilse'     |
| PB14      | Class'66         | december 2002   | Ascendos          |                       |
| PB15      | Class'66         | december 2005   | Ascendos          |                       |
| DE 6301   | Class'66         | januari 2005    | KBC Lease         | Bijgenaamd 'Debora'   |
| DE 6302   | Class'66         | januari 2005    | KBC Lease         | Bijgenaamd 'Federica' |
| DE 6306   | Class'66         | oktober 2007    | KBC Lease         |                       |
| DE 6307   | Class'66         | oktober 2007    | KBC Lease         |                       |
| DE 6308   | Class'66         | oktober 2007    | KBC Lease         | Bijgenaamd 'Anja'     |
| DE 6309   | Class'66         | oktober 2007    | KBC Lease         |                       |
| DE 6310   | Class'66         | september 2011  | Fortis Lease      | Bijgenaamd 'Griet'    |
| DE 6311   | Class'66         | augustus 2011   | Fortis Lease      | Bijgenaamd 'Hana'     |
| DE 6312   | Class'66         | september 2011  | Fortis Lease      | Bijgenaamd 'Alix'     |
| DE 6314   | Class'66         | augustus 2011   | Fortis Lease      | Bijgenaamd 'Hanna'    |
| 186 150   | Bombardier TRAXX | Februari 2013   | Macquarie         |                       |
| 186 187   | Bombardier TRAXX | April 2018      | Railpool          |                       |
| 186 209   | Bombardier TRAXX | Januari 2018    | Alpha Trains      |                       |
| 186 210   | Bombardier TRAXX | Januari 2018    | Alpha Trains      |                       |
| 186 268   | Bombardier TRAXX | Mei 2017        | Rhenus            |                       |
| 186 269   | Bombardier TRAXX | Mei 2017        | Rhenus            |                       |
| 186 289   | Bombardier TRAXX | Mei 2019        | Railpool          |                       |
| 186 292   | Bombardier TRAXX | Maart 2019      | Railpool          |                       |
| 186 438   | Bombardier TRAXX | Januari 2019    | Railpool          |                       |
| 186 531   | Bombardier TRAXX | April 2019      | Railpool          |                       |